# Tooth Fairy
Tooth Fairy (bra: O Fada do Dente) é um filme americano e canadense de 2010, produzido pela Walden Media, distribuído pela 20th Century Fox e dirigido por Michael Lembeck. Conta com Dwayne Johnson como a personagem que lhe dá o título e Julie Andrews como a fada-madrinha, contando ainda com Stephen Merchant e Ashley Judd. Foi lançado primeiramente em 22 de janeiro de 2010, nos Estados Unidos e no Canadá, onde foi filmado em Vancouver, na Colúmbia Britânica. O filme teve uma recepção negativa dos críticos, mas foi um sucesso de bilheteria.

## Elenco
- Dwayne "The Rock" Johnson como Derek Thompson / O Fada do Dente
- Stephen Merchant como Tracy, o consultor
- Julie Andrews como Lily, a Rainha das Fadas do Dente
- Billy Crystal como Jerry, o Fada-Invetor
- Ashley Judd como Carly Harris
- Chase Ellison como Randy Harris
- Destiny Whitlock como Tess Harris
- Ryan Sheckler como Mick "The Stick" Donnelly
- Brendan Meyer coom Ben
- Seth MacFarlane como Ziggy
- Brandon T. Jackson como Duke
- Josh Emerson como Kornie
- Dan Joffre como O Fada do Dente / A Fada dos Dentes #1
- Dana Jaime como Mulher da licença
- Desiree Crosthwaith como Treinador
- Michael Daingerfield como Locutor

## Produção
As cenas de hóquei foram filmadas no Great Western Forum. Muitas partes dos jogos de hóquei foram baseados na Vancouver Canucks using players from the Los Angeles Kings.

### Música
A trilha para Tooth Fairy foi composta por George S. Clinton e gravado na primavera de 2009, com um conjunto de 80 peças da Hollywood Studio Symphony no Newman Scoring Stage nos estúdios 20th Century Fox.

## Recepção

### Bilheteria
O filme foi lançado em 22 de janeiro de 2010, e inaugurado em 3,334 cinemas e ganhou $3,544,512 seu dia de abertura, com uma média de $1,060 por cinema. Em sua semana de estreia, o filme arrecadou $14,010,409 com uma média de $4,190 por cinema. Ele foi classificado em #4, atrás de Avatar, Legion, e The Book of Eli; no entanto, o filme subiu para #3 no fim de semana no Canadá, com $16,000,000 e manteve-se como #4 nos EUA em seu segundo fim de semana, atrás de Avatar, Edge of Darkness, e When in Rome. Apesar das críticas negativas, o filme chegou a ser um sucesso de bilheteria com $60,022,256 nos Estados Unidos e Canadá, e $51,854,764 em outros mercados, arrecadando um total mundial de $111,877,020.

### Resposta da crítica
O filme recebeu críticas negativas na maior parte dos críticos. Site que agrega comentários Rotten Tomatoes dá uma pontuação de 18% com base em 113 comentários, com uma avaliação média de 3,9 em 10. Metacritic, que atribui uma pontuação média ponderada de 0-100 de comentários dos críticos de cinema, tem uma classificação de 36%, com base em 24 avaliações.

## Home media
Tooth Fairy foi lançado em DVD e Blu-ray Disc/DVD/Cópia digital em combinação de pacote em 4 de maio.

## Sequência
Tooth Fairy foi seguido por uma sequência, estrelado por Larry the Cable Guy como o personagem-título. Dirigido por Alex Zamm, Tooth Fairy 2 teve um lançamento diretamente em vídeo em 6 de março de 2012.